# Snespurvefjeld
Snespurvefjeld är ett berg i Grönland (Kungariket Danmark). Det ligger i den nordöstra delen av Grönland, 2 000 km nordost om huvudstaden Nuuk. Toppen på Snespurvefjeld är 926 meter över havet.
Terrängen runt Snespurvefjeld är huvudsakligen kuperad, men åt sydost är den bergig. Snespurvefjeld är den högsta punkten i trakten. Trakten runt Snespurvefjeld är nära nog obefolkad, med mindre än två invånare per kvadratkilometer. Det finns inga samhällen i närheten. Trakten runt Snespurvefjeld är permanent täckt av is och snö.